# Late Late Lien Show
The Late Late Lien Show is een humoristisch televisieprogramma voor Indische Nederlanders, dat door de VARA werd uitgezonden tussen januari 1979 en februari 1981. Het centrale thema was nostalgie en heimwee naar Nederlands-Indië. De afleveringen bevatten sketches, liedjes, traditionele dansen en verhalen over het oude Indië.
Het programma werd gepresenteerd door de in Indië geboren Wieteke van Dort, en werd steevast begonnen met Dag luitjes thuis. Het typetje Tante Lien (Tante Adeline Multatuli-van Dommelen) sprak met Indisch accent en werd terzijde gestaan door Toeti, gespeeld door Elly Ruimschotel. Wies van Maarseveen (1910-1993) kookte altijd een Indisch gerecht en de huisband Saté-Babi Boys van Harry Bannink maakte het compleet.
In 1981 verscheen de LP De koempoelan van Tante Lien met liedjes en teksten uit The Late Late Lien Show. In 1982 zond de VARA drie compilaties met hoogtepunten uit de shows uit.
In 1988 nam Van Dort voor de AVRO nog vier afleveringen op.
De eerste van de negen afleveringen uit de eerste drie seizoenen is niet bewaard gebleven. De overige acht zijn door de VARA op dvd uitgebracht, in een heruitgave gezamenlijk met de vier AVRO-shows.